# Хамад (аэропорт)
Международный аэропорт Хамад (англ. Hamad International Airport), араб. مطار حمد الدولي‎; (ИАТА: DOH, ИКАО: OTHH) — гражданский, один из двух коммерческих аэропортов Катара, расположенный в столице страны Дохе. Построен, как замена аэропорту Доха.
Ранее известный, как Новый Аэропорт Доха, Аэропорт Хамад планировалось открыть в 2009 году, однако после серии длинных задержек, аэропорт открылся 30 апреля 2014 года. К 27 мая все самолёты национального перевозчика Qatar Airways были переведены в аэропорт Хамад.
В 2020 году аэропорт был удостоен награды Skytrax World Airport Awards как самый лучший среди аэропортов мира с годовым пассажиропотоком от 30 до 40 миллионов человек, также занял третью позицию в ТОП-10 аэропортов мира.

## Строительство
Впервые аэропорт Хамад был представлен в 2003, его строительство началось только в 2005. Аэропорт и ВПП были построены в 5 км южнее аэропорта Доха. Аэропорт занимает территорию в 500 акров, и первоначально был построен для авиакомпаний без зоны ожидания.
Решение о строительстве было принято в связи с увеличивающимся пассажиропотоком в аэропорту Доха. Мощностей нового аэропорта хватает для обслуживания 29 миллионов пассажиров ежегодно, в 3 раза больше существующего пассажиропотока. После окончания строительства, аэропорт сможет принимать более 50 миллионов пассажиров в год, что делает его 2 по величине трафика в регионе, после Международного аэропорта Дубай. Ожидается, что аэропорт сможет принимать более 320 воздушных судов единовременно, а также обслуживать 2 млн тонн груза. Количество стоек регистрации увеличенно в три раза, по сравнению с существующей инфраструктурой. Весь аэропорт по площади составит треть от всего города.
Так как аэропорт находится в пустыне, он сделан в виде оазиса. Большая часть оформлена с помощью водных сооружений, а также тропических растений.

## Открытие
Хамад международный Аэропорт открылся с прилётом Qatar Airways Airbus A320 с важными лицами на борту, в 11:30 AM Doha Time. Международный аэропорт Хамад открылся для пассажиров 30 апреля 2014 года.

## Взлётно-посадочные полосы
Аэропорт располагает двумя ВПП, расположенными на расстоянии 2 км друг от друга, что позволяет обеспечивать независимое использование обеих полос аэропорта. Одна из полос длиной 4850 м является длиннейшей ВПП в регионе, и одной из самых длинных в мире. Вторая полоса имеет длину 4300 м.

## Маршрутная сеть
- Сезонные чартерные авиарейсы FlyArystan: Алматы, Астана
- Авиарейсы Qatar Airways в страны СНГ: Алматы, Баку, Ереван, Киев-Борисполь, Москва-Домодедово, Санкт-Петербург, Тбилиси

## Награды
Аэропорт Хамад занял второе место в рейтинге лучших аэропортов мира в 2025 году по версии Skytrax. Он получил награды за лучший шопинг в аэропорту и лучший аэропорт на Ближнем Востоке.

## Дополнительные ссылки
- Official website
- New Doha International Airport Project